# Grötö Knötens naturreservat
Grötö Knötens naturreservat är ett naturreservat i Öckerö kommun i Västra Götalands län. 
Området är naturskyddat sedan 2023 och är 18 hektar stort. Reservatet omfattar norra stranden av ön Grötö och består av magra betesmarker samt sten- och sandstränder.